# 都達村
都達村是臺灣南投縣仁愛鄉的一個村，位於該鄉東部霧社溪流域，東依花蓮縣秀林鄉，西接大同村，南鄰精英村，北與德鹿谷村接壤。該村於2014年1月1日自精英村拆分而成立，村內有平和（鹿谷達雅）與平靜（都達）等聚落，居民以賽德克族都達群為主。

## 交通動線
- 投85線（合作產業道路，平靜橋）

## 設施與景點
| 日治時期原稱ルックダヤ社，霧社事件後部分居民遷至春陽村內的櫻。 - 臺灣基督長老教會賽德克區會鹿谷達雅（Lukudaya）教會 - 平和吊橋 - 能高越嶺道 - 雲海保線所 - 天池山莊 | 由日治時期的ルッサオ社（鹿沼）、ブケブン社（布給望）、チッカ社（七卡）與トンバラハ社（屯巴拉）四部落所組成，霧社事件後部分居民遷至春陽村內的櫻，剩餘居民整併為タウツア社。戰後改名平靜，2014年正名為都達。 - 真耶穌教會臺灣總會西區辦事處精英教會 - 臺灣基督長老教會賽德克區會都達（Toda）教會 - 天主教臺灣教省臺中教區平靜教會 - 南投縣政府警察局仁愛分局平靜派出所 - 南投縣立都達國民小學 - 平靜吊橋 |

## 自然景觀
| - 霧社溪（カナリ溪） - 塔羅灣溪（ブガサン溪，大瀑布與能高瀑布） | - 尾上山 - 奇萊南峰 - 南華山 - 深堀山 |